# スタープリンセス

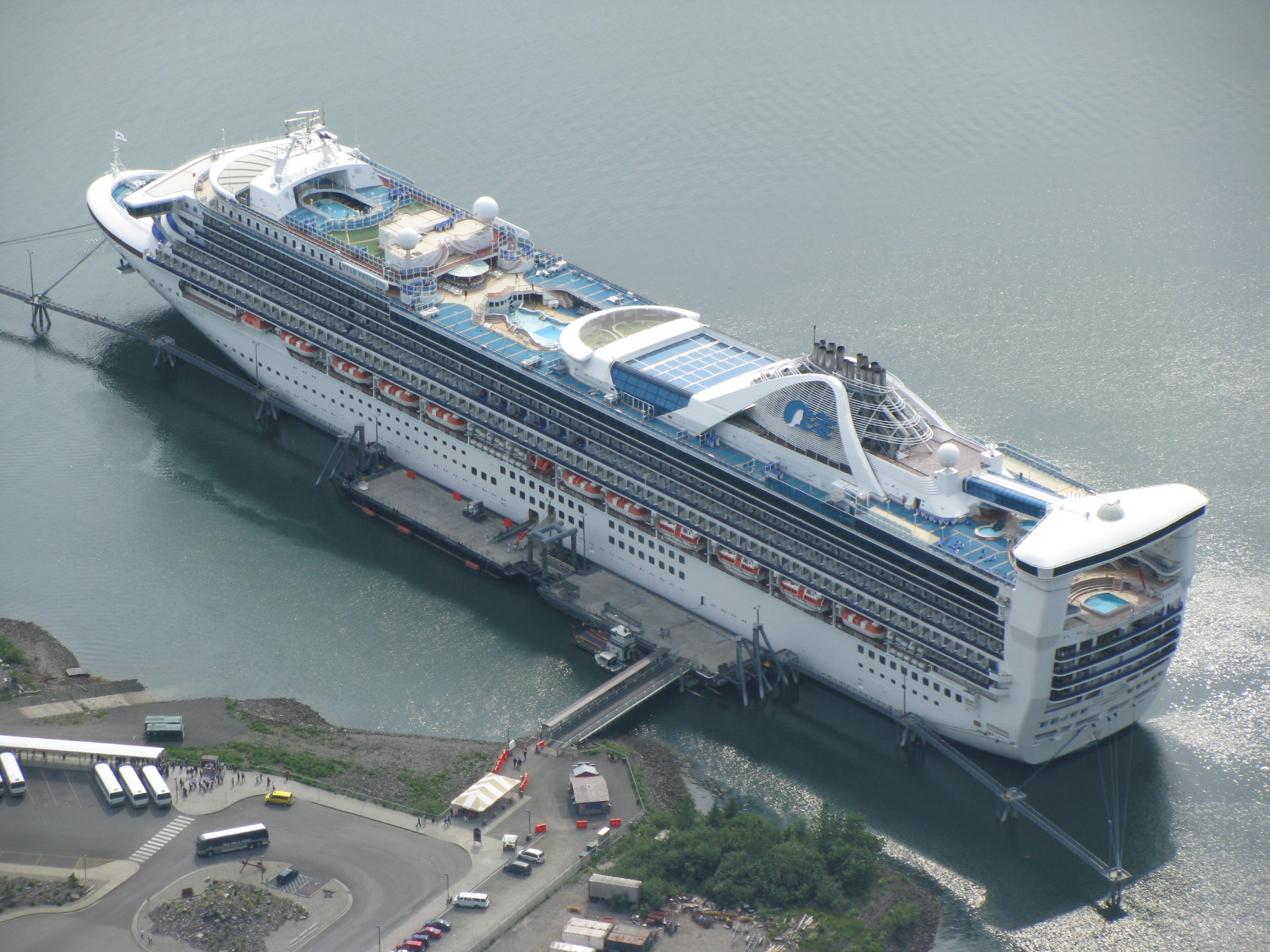
ジュノー (アラスカ州)で（2008年）

スター・プリンセス（Star Princess）は、2002年に完成したクルーズ客船。プリンセス・クルーズが運航する。

## 船舶について
スター・プリンセスはディーゼルエンジンを搭載した、全長290メートル、最大幅36メートル、総トン数108977トンのクルーズ客船であり、旅客定員は3102人である。イタリアの造船会社であるフィンカンティエリによって建造された。IMO番号は9192363、MMSI番号は310361000、コールサインはZCDD6である。

## 火災
2006年に煙草の火の不始末により大規模な火災を起こし、生じた煙により死傷者を出した。この火災を受けて国際海事機関は船舶の客室の耐火基準をより厳しくしたことで知られる。

### 経緯
アメリカ合衆国南東部のフォートローダーデールを出港して、イギリス領ケイマン諸島のグランドケイマンに寄港した後、ジャマイカのモンテゴ・ベイに向かっていたスタープリンセスは、2006年3月23日午前3時頃に左舷中央部にあった客室より出火した。原因は煙草の吸殻の不始末であった。バルコニーに敷かれたマットが燃えやすい合成ゴム製だったり、バルコニーに配置されたポリカーボネート製の仕切り板も可燃性であったことなどにより燃え広がり、204の客室が焼け、発生した煙によって100人以上の乗客が煙による健康被害を受け、1人の乗客が死亡するに至った。なお乗客を避難させるために救命ボートの準備も行われたが、船全体に火災は広がらなかったため、自力でモンテゴ・ベイまで航行した。

### その後
火災によって損傷したスター・プリンセスは、ドイツのブレーマーハーフェンまで航行して修理が行われた。その際、バルコニーにスプリンクラーを設置し、バルコニーの仕切りも難燃性のものに交換された。そして2006年5月13日に再就航し、同年5月15日より旅客扱いを開始した。この火災をきっかけとして国際海事機関は客室のバルコニーに高い耐火性を求める新基準を採択するなど、船舶の安全対策のあり方に影響を与えた。